# Конвой «Ганза № 5»
Конвой «Ганза № 5» — японський конвой часів Другої світової війни, проведення якого відбувалось у липні 1943-го.
Пунктом призначення конвою стала затока Ганза на північно-східному узбережжі Нової Гвінеї (приблизно посередині між головним японським гарнізоном у Веваку та важливим опорним пунктом у Мадангу), тоді як вихідним пунктом був Палау — важливий транспортний хаб на заході Каролінських островів.
До складу конвою увійшли транспорти «Денмарк-Мару», «Аден-Мару», «Ханькоу-Мару», «Нагано-Мару», «Сінто-Мару № 1» (Shinto Maru No. 1) та «Юбає-Мару» (Yubae Maru), тоді як охорону забезпечували мінний загороджувач «Ширатака» та мисливець за підводними човнами CH-34.
20 липня 1943-го конвой вийшов з порту й невдовзі після опівночі 25 липня досягнув пункту призначення. Після розвантаження судна рушили назад, при цьому спершу вони прямували двома загонами — надвечір того ж 25 липня рушили «Ширатака» і три судна, а далі попрямували CH-34 з іншими транспортами. 27 липня обидва загони об'єднались.
Хоча поблизу Палау регулярно діяли американські підводні човни, а Ганза була в межах досяжності ворожої авіації, проте конвой пройшов без втрат і 31 липня повернувся на Палау.